# Première Nation de Cross Lake
La Première Nation de Cross Lake, dont le nom officiel est Cross Lake Band of Indians, est une Première Nation crie au Canada. Ses membres occupant plusieurs réserves dans la région de Cross Lake (en) sur la rive est du lac Cross au Manitoba.

## Démographie
Les membres de la bande de Cross Lake appartiennent au peuple des Cris. En janvier 2022, la Première Nation de Cross Lake avait une population inscrite totale de 9 142 membres dont 2 651 vivaient hors réserve.

## Géographie
La Première Nation de Cross Lake possède 12 réserves dont la plus populeuse est Cross Lake 19 qui est située à environ 80 km au nord du lac Winnipeg au Manitoba,,.
| Nom              | Superficie (hectares) |
| ---------------- | --------------------- |
| Cross Lake 19    | 2 375,5               |
| Cross Lake 19A   | 598,6                 |
| Cross Lake 19B   | 741,4                 |
| Cross Lake 19C   | 80,9                  |
| Cross Lake 19D   | 5 760,3               |
| Cross Lake 19E   | 760                   |
| Cross Lake 19x01 | 11,3                  |
| Cross Lake 19x02 | 5,8                   |
| Cross Lake 19x03 | 68                    |
| Cross Lake 19x05 | 21,3                  |
| Cross Lake 19x06 | 10                    |
| Whiskeyjack      | 5,5                   |

## Gouvernement
La bande de Cross Lake est gouvernée par un conseil de bande. Depuis 1999, celui-ci n'est plus élu selon la Loi sur les Indiens. En effet, le conseil exécutif des Pimicikamak siège ex officio comme conseil de bande. Cela dit, celui-ci continue d'agir comme agent du ministre des Relations Couronne-Autochtones pour livrer les programmes du ministères aux membres de la bande sur la réserve.

## Annexe